# ۹۴۹ (میلادی)
۹۴۹ (میلادی) نهصد و چهل و نهمین سال تقویم میلادی است.

## درگذشتگان
- عمادالدوله علی بویه ای :بنیانگذار سلسله آل بویه در ایران.

‎